# Пешко Золтан
Пешко Золтан (угор. Peskó Zoltán; 15 лютого 1937 — 31 березня 2020) — угорський диригент і композитор-авангардист.

## Життєпис
Народився в лютеранської сім'ї церковних музикантів (батько — органіст Золтан Пешко-старший, активний учасник реформ в сфері церковної музики, вважається також одним з найбільш значних угорських органістів 1930-40-х років; старший брат — Дьордь Пешко, теж відомий органіст, що спеціалізується на музиці Баха).
Музичну освіту здобув в Будапешті. Після закінчення Музичної академії Ференца Ліста працював диригентом і композитором кіномузики і музики до вистав в Угорському державному оперному театрі і на телебаченні. У січні 1964 року залишив Угорщину. Удосконалював свою майстерність в Італії і Швейцарії. У Національній академії Санта-Чечилії в Римі вивчав композицію у Гоффредо Петрассі і диригування у Франко Феррари. У 1965 займався диригуванням з П'єром Булезом в Базелі. У період з 1966 по 1973 роки працював в Німецькій опері в Берліні (в 1966-69 асистував Лорін Маазель), а також викладав в Державній вищій школі музики і образотворчих мистецтв.
У 1970 дебютував в Ла Скала, поставивши за один сезон «Улісса» Даллапіккола, «Вогненного ангела» Прокоф'єва і «удавану садівницю» Моцарта. Почав отримувати широку міжнародну популярність. В якості запрошеного диригента працював по всій Європі, в Південній Америці, СРСР і США. У 1973 році був призначений головним диригентом Театро Комунале в Болоньї, трьома роками пізніше — Ла Феніче у Венеції. З 1978 по 1983 рік керував оркестром RAI в Мілані. У 1977-80 виконав реконструкцію першої (незавершеною) опери Мусоргського «Саламбо», прем'єру якої виконав в листопаді 1980 року в Мілані, а потім неодноразово грав в різних європейських містах. З 1995 по серпень 1999 року обіймав посаду генеральмузікдіректор Німецькій опери на Рейні (Дюссельдорф). З 2001 по 2005 очолював Португальська симфонічний оркестр і лісабонський Національний театр святого Карлуша. З 2000 року проводить майстер-класи для молодих диригентів на фестивалі музики Бартока в Сомбатгеї.
Регулярно запрошується на найбільші музичні фестивалі Європи. Найширший за своїм спектру репертуар Піско вмикає музику від Ренесансу до авангарду. Особливу увагу приділяє сучасній музиці. У послужному списку Пешко прем'єри творів Даллапіккола, Ксенакіса, Буссотті, Донатоні, Жоліве, Куртага, Риму та багатьох інших. Подіями стали прем'єра німецької версії опери «Ліс» Рольфа Лібермана в 1988 році в Шветцингені, а також перше виконання «Блімунди» Аціо Корги в 1990 році в Мілані.
Як композитор відомий авангардними роботами, в числі яких струнний квартет «Натяг» (Tensions), «Трансформація» (Trasformazione) для оркестру, «Портрет одного святого» (Bildnis einer Heiligen) для сопрано, дитячого хору та камерного оркестру, а також «Знаки» (Jelek) для клавішних інструментів.